# Michael Park
Michael Park (Newent, 22 giugno 1966 – Neath Port Talbot, 18 settembre 2005) è stato un copilota di rally britannico.

## Carriera

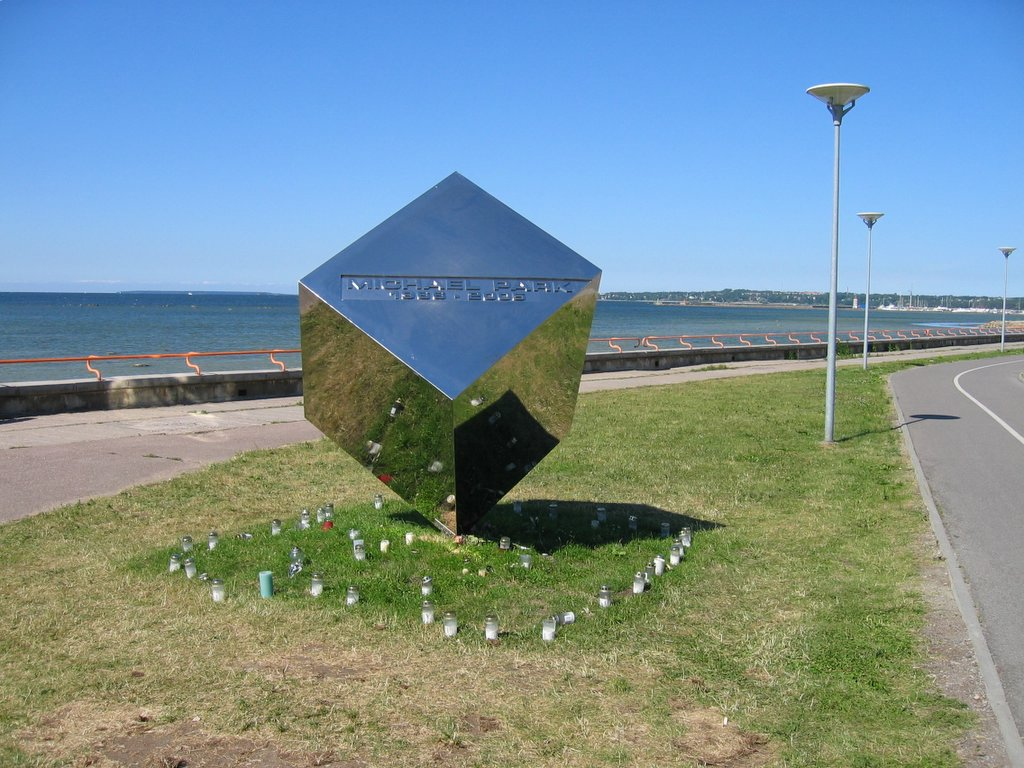
Monumento dedicato alla memoria di Michael Park, Tallinn, Estonia

Esordì nel mondiale rally nel 1994 al Rally di Gran Bretagna, come copilota del connazionale David Higgins a bordo di una Peugeot 106 Rallye di Gr. A. Gareggiò con Higgins sino al 1998 partecipando a gare dell'ERC e a rally nazionali.
Tornò a competere nel massimo campionato nella stagione 1999 con il saudita Abdullah Bakhashab su Toyota Corolla WRC.
Nel 2000 iniziò il sodalizio con Markko Märtin, con cui ha ottenuto 5 vittorie nel mondiale WRC nelle annate 2003 e 2004 a bordo della Ford Focus RS WRC del Ford World Rally Team. 
Nel 2005 la coppia passò alla guida della Peugeot 307 WRC e nel Rally di Gran Bretagna incorse in un incidente, urtando rovinosamente un albero: il pilota estone ne uscì illeso, Michael Park morì sul colpo. Il 20 giugno 2006 a Tallinn, in Estonia, venne eretto un monumento in ricordo dello sfortunato navigatore.

## Vittorie nel WRC
| Nº | Anno | Rally               | Pilota        | Vettura               | Squadra             |
| -- | ---- | ------------------- | ------------- | --------------------- | ------------------- |
| 1  | 2003 | Rally dell'Acropoli | Markko Märtin | Ford Focus RS WRC '03 | Ford Motor Co. Ltd. |
| 2  | 2003 | Rally di Finlandia  | Markko Märtin | Ford Focus RS WRC '03 | Ford Motor Co. Ltd. |
| 3  | 2004 | Rally del Messico   | Markko Märtin | Ford Focus RS WRC '03 | Ford Motor Co. Ltd. |
| 4  | 2004 | Tour de Corse       | Markko Märtin | Ford Focus RS WRC '04 | Ford Motor Co. Ltd. |
| 5  | 2004 | Rally di Catalogna  | Markko Märtin | Ford Focus RS WRC '04 | Ford Motor Co. Ltd. |

## Risultati nel WRC
| 1994 | Scuderia                    | Vettura            |  |  |  |  |  |  |  |  |  |     |  |  |  |  |  |  | Punti | Pos. |
| ---- | --------------------------- | ------------------ |  |  |  |  |  |  |  |  |  | --- |  |  |  |  |  |  | ----- | ---- |
| 1994 | Peugeot Sport Great Britain | Peugeot 106 Rallye |  |  |  |  |  |  |  |  |  | Rit |  |  |  |  |  |  | 0     |      |

| 1999 | Scuderia                 | Vettura                                            |  |     |  |     |    |     |  |   |  |  |     |    |  |     |  |  | Punti | Pos. |
| ---- | ------------------------ | -------------------------------------------------- |  | --- |  | --- | -- | --- |  | - |  |  | --- | -- |  | --- |  |  | ----- | ---- |
| 1999 | Toyota Team Saudi Arabia | Toyota Celica GT-Four (ST205) e Toyota Corolla WRC |  | Rit |  | Rit | 13 | Rit |  | 8 |  |  | Rit | 20 |  | Rit |  |  | 0     |      |

| 2000 | Scuderia                                        | Vettura                                        |  |   |  |   |    |  |     |  |    |   |  |     |     |   |  |  | Punti | Pos. |
| ---- | ----------------------------------------------- | ---------------------------------------------- |  | - |  | - | -- |  | --- |  | -- | - |  | --- | --- | - |  |  | ----- | ---- |
| 2000 | Lukoil EOS Rally Team e Subaru World Rally Team | Toyota Corolla WRC e Subaru Impreza S6 WRC '00 |  | 9 |  | 7 | 10 |  | Rit |  | 10 | 6 |  | Rit | Rit | 7 |  |  | 1     | 21º  |

| 2001 | Scuderia                | Vettura                   |     |    |     |     |  |  |     |  |   |  |     |   |  |     |  |  | Punti | Pos. |
| ---- | ----------------------- | ------------------------- | --- | -- | --- | --- |  |  | --- |  | - |  | --- | - |  | --- |  |  | ----- | ---- |
| 2001 | Subaru World Rally Team | Subaru Impreza S7 WRC '01 | Rit | 12 | Rit | Rit |  |  | Rit |  | 5 |  | Rit | 6 |  | Rit |  |  | 3     | 19º  |

| 2002 | Scuderia            | Vettura            |    |    |   |   |   |   |   |   |   |   |   |     |   |   |  |  | Punti | Pos. |
| ---- | ------------------- | ------------------ | -- | -- | - | - | - | - | - | - | - | - | - | --- | - | - |  |  | ----- | ---- |
| 2002 | Ford Motor Co. Ltd. | Ford Focus WRC '02 | 12 | NP | 8 | 8 | 8 | 4 | 6 | 4 | 5 | 6 | 5 | Rit | 5 | 2 |  |  | 20    | 8º   |

| 2003 | Scuderia            | Vettura                                    |   |   |   |     |     |   |     |   |   |    |   |     |   |     |  |  | Punti | Pos. |
| ---- | ------------------- | ------------------------------------------ | - | - | - | --- | --- | - | --- | - | - | -- | - | --- | - | --- |  |  | ----- | ---- |
| 2003 | Ford Motor Co. Ltd. | Ford Focus WRC '02 e Ford Focus RS WRC '03 | 4 | 4 | 6 | Rit | Rit | 1 | Rit | 5 | 1 | SQ | 3 | Rit | 3 | Rit |  |  | 49    | 5º   |

| 2004 | Scuderia            | Vettura                                       |   |   |   |   |   |     |    |     |   |   |   |   |     |   |   |     | Punti | Pos. |
| ---- | ------------------- | --------------------------------------------- | - | - | - | - | - | --- | -- | --- | - | - | - | - | --- | - | - | --- | ----- | ---- |
| 2004 | Ford Motor Co. Ltd. | Ford Focus RS WRC '03 e Ford Focus RS WRC '04 | 2 | 7 | 1 | 3 | 2 | Rit | 24 | Rit | 2 | 4 | 3 | 3 | Rit | 1 | 1 | Rit | 79    | 3º   |

| 2005 | Scuderia               | Vettura         |   |   |   |   |   |   |   |   |   |   |   |     |  |  |  |  | Punti | Pos. |
| ---- | ---------------------- | --------------- | - | - | - | - | - | - | - | - | - | - | - | --- |  |  |  |  | ----- | ---- |
| 2005 | Marlboro Peugeot Total | Peugeot 307 WRC | 4 | 2 | 3 | 5 | 4 | 3 | 5 | 8 | 6 | 3 | 4 | Rit |  |  |  |  | 53    | 5º   |

| Legenda | 1º posto | 2º posto | 3º posto | A punti | Senza punti | Ritirato | Squalificato | NP=Non partito C=Gara cancellata | Apice=Power stage |